# Anna-Maria Zimmermann
Anna-Maria Zimmermann (Gütersloh, 14 dicembre 1988) è una cantante tedesca.

## Biografia
Anna-Maria Zimmermann è salita alla ribalta nel 2005, quando ha partecipato alla terza edizione della versione tedesca di Pop Idol, dove si è classificata sesta. Dal 2012 la cantante ha piazzato cinque album in studio nella classifica tedesca degli album; la posizione più alta è arrivata con HimmelbLAu, nel 2017, alla 15ª. Anche nella classifica nazionale dei singoli ha fatto il suo ingresso con 7 brani: il piazzamento più alto è stato raggiunto da 100.000 leuchtende Sterne, nel 2011, al 60º posto.
Nell'ottobre 2010 la cantante è stata coinvolta in un incidente di elicottero, a seguito del quale il suo braccio sinistro è rimasto completamente paralizzato fino al 2017.

## Discografia

### Album in studio
- 2010 – Einfach Anna!
- 2012 - Hautnah
- 2013 - Sternstunden
- 2015 – Bauchgefühl
- 2017 – himmelbLAu
- 2018 – Sorgenfrei

### Raccolte
- 2017 – Partybox
- 2019 – Amore mio – Die schönsten Hits mit Gefühl
- 2020 – Das Beste von Anna!